# كينيلباخ
كينيلباخ (بالألمانية: Kennelbach) هي بلدية في مقاطعة بريغنز في أقصى غرب ولاية فورارلبرغ النمساوية.